# Boscia salicifolia
Boscia salicifolia är en kaprisväxtart som beskrevs av Daniel Oliver. Boscia salicifolia ingår i släktet Boscia och familjen kaprisväxter. Inga underarter finns listade i Catalogue of Life.